# Enrique Rivers
Enrique Rivers Gutiérrez (Limón, 4 de enero de 1961) es un exfutbolista y director técnico costarricense. Jugó como mediocampista creativo, siendo el Deportivo Saprissa el equipo donde realizó sus mejores logros.
Aunque tuvo una trayectoria relativamente corta y algo inconsistente, Rivers se convirtió en uno de los jugadores de fútbol más famosos de Costa Rica durante la década de 1980.

## Trayectoria
Enrique Rivers debutó en la Primera División en 1978 con el equipo de su ciudad natal, la Asociación Deportiva Limonense, cuando solo contaba con 17 años.
En 1980, fue contratado por un club grande del Valle Central, el Deportivo Saprissa. con el que obtuvo el campeonato nacional de 1982. Realizó la mayor parte de su carrera profesional con ese equipo, donde se mantuvo ininterrumpidamente hasta 1984.
Posteriormente, recibió una buena oferta económica para vincularse al CSD Comunicaciones de Guatemala, donde estuvo solo una temporada, debido a que viajó afectado por una seria lesión en la rodilla izquierda, por lo que debió regresar al país para operarse. En 1985 jugó un torneo con la Asociación Deportiva Guanacasteca de la Segunda División, club con el que ascendió a la primera categoría ese mismo año.
En 1986 volvió al Saprissa y en 1987-1988 jugó de nuevo en la A.D. Limonense, siendo el máximo goleador del equipo en ese primer año, con 10 anotaciones. En 1989, en el ocaso de su carrera, jugó dos temporadas con el Club Sport Herediano, sin tener mayor suceso deportivo.
Rivers se retiró del fútbol profesional en 1993 a los 32 años, jugando con Limonense, motivado por una persistente lesión en la misma rodilla que ya no le permitía continuar.

## Selección nacional
Rivers fue parte del proceso rumbo a la segunda Capa Mundial Juvenil, realizada en Japón en 1979. Sin embargo, la selección costarricense resultó eliminada para asistir al torneo.
Este jugador es sobre todo recordado por anotar el gol contra el equipo nacional de Italia durante los Juegos Olímpicos de 1984 realizados en Los Ángeles. En ese período de tiempo, los italianos fueron los campeones de la Copa del Mundo, y su derrota contra Costa Rica fue una acontecimiento histórico en el mundo del fútbol.
Estuvo en las eliminatorias hacia los Mundiales de 1982 y 1986, en los que su selección no clasificó. En 1989 Rivers fue convocado por última vez, para la eliminatoria rumbo al Mundial de Italia 1990. Sin embargo, solo participó en un encuentro oficial y tampoco fue llevado al certamen italiano.

### Participaciones en Juegos Olímpicos
| Torneo                   | Sede        | Resultado    |
| ------------------------ | ----------- | ------------ |
| Juegos Olímpicos de 1984 | Los Ángeles | Primera fase |

## Actualidad
Después de retirarse del fútbol profesional, Rivers fue entrenador asistente de Alexandre Guimaraes en varios equipos de Primera División, incluyendo al Saprissa, donde ambos ganaron el campeonato local como jugadores en 1982. Con el Saprissa, este cuerpo técnico logró ganar los torneos de 1997 y 1998, mientras que con la Asociación Deportiva Belén alcanzaron un Torneo de Copa en 1996.
Dentro de sus equipos dirigidos en Segunda División, se encuentra el club que lo vio nacer profesionalmente, la Asociación Deportiva Limonense (hoy llamado Limón Fútbol Club), para los torneos del 2000 y 2001.
Posteriormente, fue entrenador del Deportivo Saprissa durante un corto período de tiempo en 2001, pero decidió concentrarse en funciones gerenciales en la coordinación para el sistema de ligas menores del club. Desde esa posición, fue capaz de descubrir y reclutar a niños y jóvenes con talento e iniciarlos con éxito en la carrera del fútbol.
Entre 2012 y 2016 Rivers volvió a dirigir, esta vez al Saprissa de Corazón (finalmente llamado Generación Saprissa) de la Segunda División.

## Clubes
| Club                           | País       | Año         |
| ------------------------------ | ---------- | ----------- |
| Asociación Deportiva Limonense | Costa Rica | 1978 - 1979 |
| Deportivo Saprissa             | Costa Rica | 1980 - 1984 |
| CSD Comunicaciones             | Guatemala  | 1985        |
| A.D Guanacasteca               | Costa Rica | 1985        |
| Deportivo Saprissa             | Costa Rica | 1986        |
| Asociación Deportiva Limonense | Costa Rica | 1987 - 1988 |
| C.S Herediano                  | Costa Rica | 1990 - 1991 |
| Asociación Deportiva Limonense | Costa Rica | 1992 - 1993 |

## Palmarés

### Títulos nacionales
| Título                         | Club               | País       | Año  |
| ------------------------------ | ------------------ | ---------- | ---- |
| Primera División de Costa Rica | Deportivo Saprissa | Costa Rica | 1982 |
| Segunda División de Costa Rica | A.D Guanacasteca   | Costa Rica | 1986 |